# The Alphaville Herald
The Alphaville Herald era una publicació online sobre mons virtuals. De la mateixa manera que un diari convencional, The Alphaville Herald publicava articles d'actualitat sobre afers esdevinguts en espais virtuals com The Sims Online o Second Life.

## Història
El Second Life Herald va ser fundat el 23 d'octubre del 2003 pel professor de filosofia Peter Ludlow. La seva missió era observar, registrar i estudiar "les implicacions legals, socials i econòmiques" de la vida al món virtual Second Life. Establert originalment com Alphaville Herald i informant en la seva major part de la vida al servidor Alphaville de The Sims Online, el Herald aviat es va expandir per cobrir altres jocs multijugador massius en línia i mons virtuals, ajudats per l'assassinat de l'editor de Herald Urizenus (L'avatar de Ludlow) després que Electronic Arts s’assabentés de les històries que el diari imprimia eren sobre les estafes i la ciberprostitució que s’estaven produint dins del seu joc i la indiferència de la companyia davant d'auqests fets. La finalització del compte de Ludlow per Electronic Arts va generar titulars a nivell internacional, fet que va reforçar la missió de l'Herald de testimoniar les societats que sorgien en aquest nou racó del ciberespai.
El juny de 2004 el diari va renéixer com a Second Life Herald sota la direcció del ressuscitat Urizenus Sklar (avatar), i va començar a concentrar-se en el món virtual de Second Life. El gener de 2005, l'avatar Walker Spaight –el representant en línia del periodista Mark Wallace– es va unir al diari com a director editorial. Més tard, Urizenus es va retirar i Walker va esdevenir director. A l'octubre del 2006, l'avatar Pixeleen Mistral - una representació en línia de Pixeleen Mistral - es va convertir en editor gerent.
Actualment el diari es troba inactiu, podent-se consultar la seva hemeroteca d'articles a la pàgina web.

## Editors
- Peter Ludlow (Urizenus Sklar)
- Mark Wallace
- Mark P. McCahill (Pixeleen Mistral)